# Lucy Isnardon
Pour les articles homonymes, voir Isnardon.
Lucy Isnardon est une chanteuse d'opéra française, soprano, née le 30 mars 1879 à Paris 10e et morte le 19 mars 1966 à La Seyne-sur-Mer.

## Biographie
Lucie Marie Justine Foreau naît le 30 mars 1879. Elle épouse en 1905 son professeur au Conservatoire de Paris, Jacques Isnardon et chante dès lors sous le nom de Lucy Isnardon à l'Opéra de Paris,. 
Elle débute, sous son nom de naissance, le 12 avril 1908 dans le rôle de Vénus du Tannhaüser de Richard Wagner. Elle fait ses débuts sur la scène de l'Opéra-Comique le 20 avril 1914, sous son nom d'épouse, dans le rôle d'Iphigénie pour la reprise d'Iphigénie en Tauride à l'occasion du bicentenaire de la naissance de Christoph Willibald Gluck. Elle chante en concert, toujours à l'Opéra-Comique, les rôles de Louise dans la Louise de Gustave Charpentier et de Tosca dans la Tosca de Giacomo Puccini. 
Elle chante ensuite, à l'Opéra de Paris, Monna Vanna dans l'opéra du même titre d'Henry Février en 1919 puis Salomé dans l'ouvrage d'Antoine Mariotte la même année, Nedda dans Paillasse de Ruggero Leoncavallo et Rosario dans Goyescas d'Enrique Granados en 1920, Marguerite dans La Damnation de Faust d'Hector Berlioz en 1921, Salomé dans l'Hérodiade de Jules Massenet en 1922, Sieglinde dans La Walkyrie et Eva dans Les Maîtres chanteurs de Nuremberg de Wagner en 1923. Elle crée le rôle de Cassandre lors de l'entrée des Troyens d'Hector Berlioz au répertoire de l'Opéra sous Jacques Rouché en 1921. Elle y incarne une Cassandre « humainement prophétique [aux] accents d'une ampleur tragique et [aux] attitudes d'une poignante extériorisation qui la mettent au premier rang des tragédiennes lyriques ».
Après la démission en 1924 de son mari de son poste de professeur au Conservatoire de Paris, elle se fixe avec lui à Marseille, où elle exerce comme professeur.